# Nōgaku
Le nōgaku (能楽) est un des styles traditionnels de théâtre japonais. Il est formé du nô (能, nō), drame lyrique et du kyōgen, théâtre comique. Traditionnellement, les deux types de théâtre sont donnés ensemble, les kyōgen s'intercalant entre les pièces de nô au cours d'une journée de représentations.
Le théâtre Nôgaku a été inscrit en 2008 par l'UNESCO sur la liste représentative du patrimoine culturel immatériel de l’humanité (originellement proclamé en 2001).

## Le nô
Le nô (能, nō) est un des styles traditionnels de théâtre japonais, venant d'une conception religieuse et aristocratique de la vie. Ce sont des drames lyriques au jeu dépouillé et codifié. La gestuelle des acteurs est stylisée autant que la parole qui semble chantée. Issu de la rencontre entre des représentations de nature religieuse (kagura) et la danse de cour (gagaku), le nô a été codifié vers la fin du XVIe siècle par Zeami, conduisant à un jeu codifié, recherchant le yugen, beauté élégante, raffinée et subtile. Le thème central de la plupart des pièces de nô est la fragilité de la destinée humaine et la forme tend vers une beauté idéale.

## Lekyōgen
Par contraste avec le nô, le kyōgen (狂言) est de nature comique. Joué sans masque, utilisant le parler populaire de l'époque de Muromachi, le kyōgen était à l'origine un art d'improvisation. Bien que son répertoire et ses techniques soient aujourd'hui fixées avec autant de rigueur que ceux du nô, il s'en distingue à la fois par son sujet, le comique de la vie des bourgeois, là où le nô traite de nobles et de divinités, et son style de jeu, très démonstratif, de l'ordre de la farce.

## Nô etkyōgendans lenōgaku
Traditionnellement, une journée de nô comprend cinq pièces d'intensité croissante. Entre deux pièces de nô viennent s'intercaler les morceaux de kyōgen. Du point de vue de la dramaturgie, le kyōgen permet au spectateur de se reposer de la concentration nécessaire pour apprécier le jeu dépouillé et la psalmodie du nô et de se remettre de la chute dramatique de la pièce qui vient de s'achever.
Alors que le nô exprime les aspirations à la beauté et à la compréhension de la destinée humaine, le kyōgen donne une représentation crue du comique des situations quotidiennes. Formant ainsi le nōgaku, ces deux formes se complètent pour donner une image de la nature humaine.